# Leo Radom
Leo Radom, avstralski kemik, pedagog in akademik, * 13. december 1944, Šanghaj, Kitajska.
Radom je trenutno profesor na Univerzi v Sydneyju in član Avstralske akademije znanosti. 